# Liste der French-Open-Sieger (Junioreneinzel)
Diese Liste enthält alle Finalisten im Junioreneinzel bei den French Open. Das Event wurde 1947 das erste Mal ausgespielt. Bisher gelang es vier Spielern nach dem Titelgewinn bei den Junioren auch den Titel auf der Profi-Tour zu gewinnen: Ken Rosewall (1952 und 1953, 1963), Ivan Lendl (1978 und 1984, 1986, 1987), Mats Wilander (1981 und 1982, 1985, 1988) sowie Stan Wawrinka (2003 und 2015). Dabei gewannen Rosewall und Wilander einen Junior- und Profititel jeweils in aufeinanderfolgenden Jahren. Vier Spielern gelang es bislang den Titel mehrmals zu gewinnen. Ingo Buding, John Newcombe und Guillermo Pérez Roldán gewann alle zwei Titel in Folge.
| Jahr                | Sieger                    | Finalgegner              | Ergebnis        |
| ------------------- | ------------------------- | ------------------------ | --------------- |
| 1947                | Jacques Brichant          | Alan Roberts             | 6:3, 4:6, 7:5   |
| 1948                | Kurt Nielsen              | Jacques Brichant         | 3:6, 6:3, 6:4   |
| 1949                | Jean-Claude Molinari      | Robert Haillet           | 6:2, 7:9, 8:6   |
| 1950                | Roland Dubuisson          | Gerard Pilet             | 10:12, 6:1, 6:3 |
| 1951                | Ham Richardson            | Gino Mezzi               | 6:3, 6:2        |
| 1952                | Ken Rosewall              | Jean-Noël Grinda         | 6:2, 6:2        |
| 1953                | Jean-Noël Grinda          | F. Andries               | 6:1, 6:2        |
| 1954                | Roy Emerson               | Jean-Noël Grinda         | 6:1, 6:8, 6:4   |
| 1955                | Andrés Gimeno             | Mustapha Belkhodja       | 6:2, 4:6, 7:5   |
| 1956                | Mustapha Belkhodja        | Rod Laver                | 4:6, 6:4, 6:3   |
| 1957                | Alberto Arilla            | Jacques Renavand         | 6:8, 6:3, 6:4   |
| 1958                | Earl Buchholz             | Alain Bresson            | 6:8, 6:4, 6:2   |
| 1959                | Ingo Buding               | José Edison Mandarino    | 6:0, 0:6, 6:4   |
| 1960                | Ingo Buding               | Juan Gisbert             | 6:3, 8:6        |
| 1961                | John Newcombe             | Daniel Contet            | 6:7, 0:0 aufgg. |
| 1962                | John Newcombe             | Thomaz Koch              | 4:6, 6:4, 8:6   |
| 1963                | Nicky Kalogeropoulos      | Thomaz Koch              | 2:6, 9:7, 6:3   |
| 1964                | Cliff Richey              | Georges Goven            | 6:4, 6:2        |
| 1965                | Gerald Battrick           | Georges Goven            | 7:5, 6:4        |
| 1966                | Wladimir Korotkow         | J. Guerrero              | 6:3, 6:2        |
| 1967                | Patrick Proisy            | J. Tavares               | 6:3, 8:6        |
| 1968                | Phil Dent                 | John Alexander           | 6:3, 3:6, 7:5   |
| Beginn der Open Era |                           |                          |                 |
| 1969                | Antonio Muñoz             | Jacques Thamin           | 6:2, 4:6, 6:4   |
| 1970                | Juan Herrera              | Jacques Thamin           | 4:6, 6:2, 6:4   |
| 1971                | Corrado Barazzutti        | Stephen Warboys          | 2:6, 6:3, 6:1   |
| 1972                | Buster Mottram            | Ulrich Pinner            | 6:2, 2:6, 7:5   |
| 1973                | Víctor Pecci              | Pavel Složil             | 6:4, 6:4        |
| 1974                | Christophe Casa           | Ulrich Marten            | 1:6, 6:4, 6:1   |
| 1975                | Christophe Roger-Vasselin | Peter Elter              | 6:1, 6:2        |
| 1976                | Heinz Günthardt           | José Luis Clerc          | 4:6, 7:6, 6:4   |
| 1977                | John McEnroe              | R. Kelly                 | 6:1, 6:1        |
| 1978                | Ivan Lendl                | Per Hjertquist           | 7:6, 6:4        |
| 1979                | Ramesh Krishnan           | Ben Testerman            | 2:6, 6:1, 6:0   |
| 1980                | Henri Leconte             | Alberto Tous             | 7:6, 6:3        |
| 1981                | Mats Wilander             | Jimmy Brown              | 7:5, 6:1        |
| 1982                | Tarik Benhabiles          | Loïc Courteau            | 7:6, 6:2        |
| 1983                | Stefan Edberg             | Franck Février           | 2:6, 6:2, 6:1   |
| 1984                | Kent Carlsson             | Mark Kratzmann           | 6:3, 6:3        |
| 1985                | Jaime Yzaga               | Thomas Muster            | 2:6, 6:3, 6:0   |
| 1986                | Guillermo Pérez Roldán    | Stéphane Grenier         | 4:6, 6:3, 6:2   |
| 1987                | Guillermo Pérez Roldán    | Jason Stoltenberg        | 6:3, 3:6, 6:1   |
| 1988                | Nicolás Pereira           | Magnus Larsson           | 7:6, 6:3        |
| 1989                | Fabrice Santoro           | Jared Palmer             | 6:3, 3:6, 9:7   |
| 1990                | Andrea Gaudenzi           | Thomas Enqvist           | 2:6, 7:6, 6:4   |
| 1991                | Andrij Medwedjew          | Thomas Enqvist           | 6:4, 7:6        |
| 1992                | Andrei Pavel              | Mosé Navarra             | 6:1, 3:6, 6:3   |
| 1993                | Roberto Carretero         | Albert Costa             | 6:0, 7:6        |
| 1994                | Jacobo Díaz               | Giorgio Galimberti       | 6:3, 7:6        |
| 1995                | Mariano Zabaleta          | Mariano Puerta           | 6:2, 6:3        |
| 1996                | Albert Martín             | Björn Rehnquist          | 6:3, 7:6        |
| 1997                | Daniel Elsner             | Luis Horna               | 6:4, 6:4        |
| 1998                | Fernando González         | Juan Carlos Ferrero      | 4:6, 6:4, 6:3   |
| 1999                | Guillermo Coria           | David Nalbandian         | 6:4, 6:3        |
| 2000                | Paul-Henri Mathieu        | Tommy Robredo            | 3:6, 7:6, 6:2   |
| 2001                | Carlos Cuadrado           | Brian Dabul              | 6:1, 6:0        |
| 2002                | Richard Gasquet           | Laurent Recouderc        | 6:0, 6:1        |
| 2003                | Stanislas Wawrinka        | Brian Baker              | 7:5, 4:6, 6:3   |
| 2004                | Gaël Monfils              | Alex Kuznetsov           | 6:2, 6:2        |
| 2005                | Marin Čilić               | Antal van der Duim       | 6:3, 6:1        |
| 2006                | Martin Kližan             | Philip Bester            | 6:3, 6:1        |
| 2007                | Uladsimir Ihnazik         | Greg Jones               | 6:3, 6:4        |
| 2008                | Yang Tsung-hua            | Jerzy Janowicz           | 6:3, 7:6        |
| 2009                | Daniel Berta              | Gianni Mina              | 6:1, 3:6, 6:3   |
| 2010                | Agustín Velotti           | Andrea Collarini         | 6:4, 7:5        |
| 2011                | Björn Fratangelo          | Dominic Thiem            | 3:6, 6:3, 8:6   |
| 2012                | Kimmer Coppejans          | Filip Peliwo             | 6:1, 6:4        |
| 2013                | Cristian Garín            | Alexander Zverev         | 6:4, 6:1        |
| 2014                | Andrei Rubljow            | Jaume Munar              | 6:2, 7:5        |
| 2015                | Tommy Paul                | Taylor Fritz             | 7:6, 2:6, 6:2   |
| 2016                | Geoffrey Blancaneaux      | Félix Auger-Aliassime    | 1:6, 6:3, 8:6   |
| 2017                | Alexei Popyrin            | Nicola Kuhn              | 7:65, 6:3       |
| 2018                | Tseng Chun-hsin           | Sebastián Báez           | 7:65, 6:2       |
| 2019                | Holger Rune               | Toby Kodat               | 6:3, 6:75, 6:0  |
| 2020                | Dominic Stricker          | Leandro Riedi            | 6:2, 6:4        |
| 2021                | Luca Van Assche           | Arthur Fils              | 6:4, 6:2        |
| 2022                | Gabriel Debru             | Gilles-Arnaud Bailly     | 7:65, 6:3       |
| 2023                | Dino Prižmić              | Juan Carlos Prado Ángelo | 6:1, 6:4        |
| 2024                | Kaylan Bigun              | Tomasz Berkieta          | 4:6, 6:3, 6:3   |
| 2025                | Niels McDonald            | Max Schönhaus            | 6:75, 6:0, 6:3  |